# 雨戸

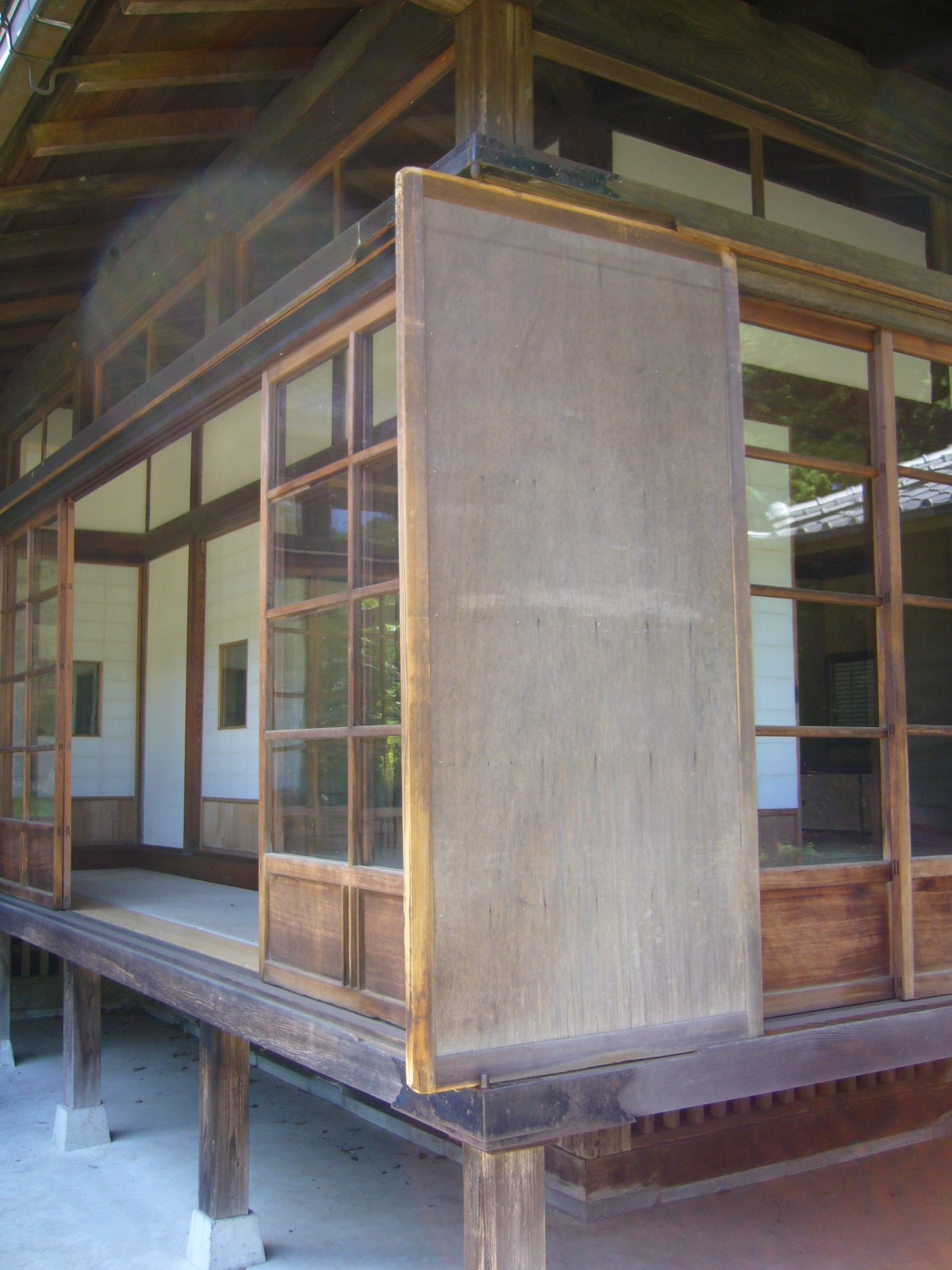
木製の雨戸（90°回転する構造）

雨戸（あまど）は、防風・防犯・遮光・目隠しといった目的のために建物の開口部に設置する建具。日本の住宅において用いられるもので、建築史上は16世紀後半からみられるようになったとされる。なお、欧米の住宅では同様の機能でスチールシャッターを用いるものや二重や三重のガラス戸とするものがある。

## 歴史
日本の住宅でも古くから風雨から守るための建具は存在し、古代の蔀（しとみ）や中世の舞良戸（まいらど）などがあった。「雨戸」という名称の建具が建築指図等で見られるようになるのは16世紀後半であり、1587年（天正15年）竣工の聚楽第の大広間が最初とされる。
現代の都市住宅でも、開口部が道路に面していたり開口部に容易に近づける場合などには雨戸が設置される。

## 構造

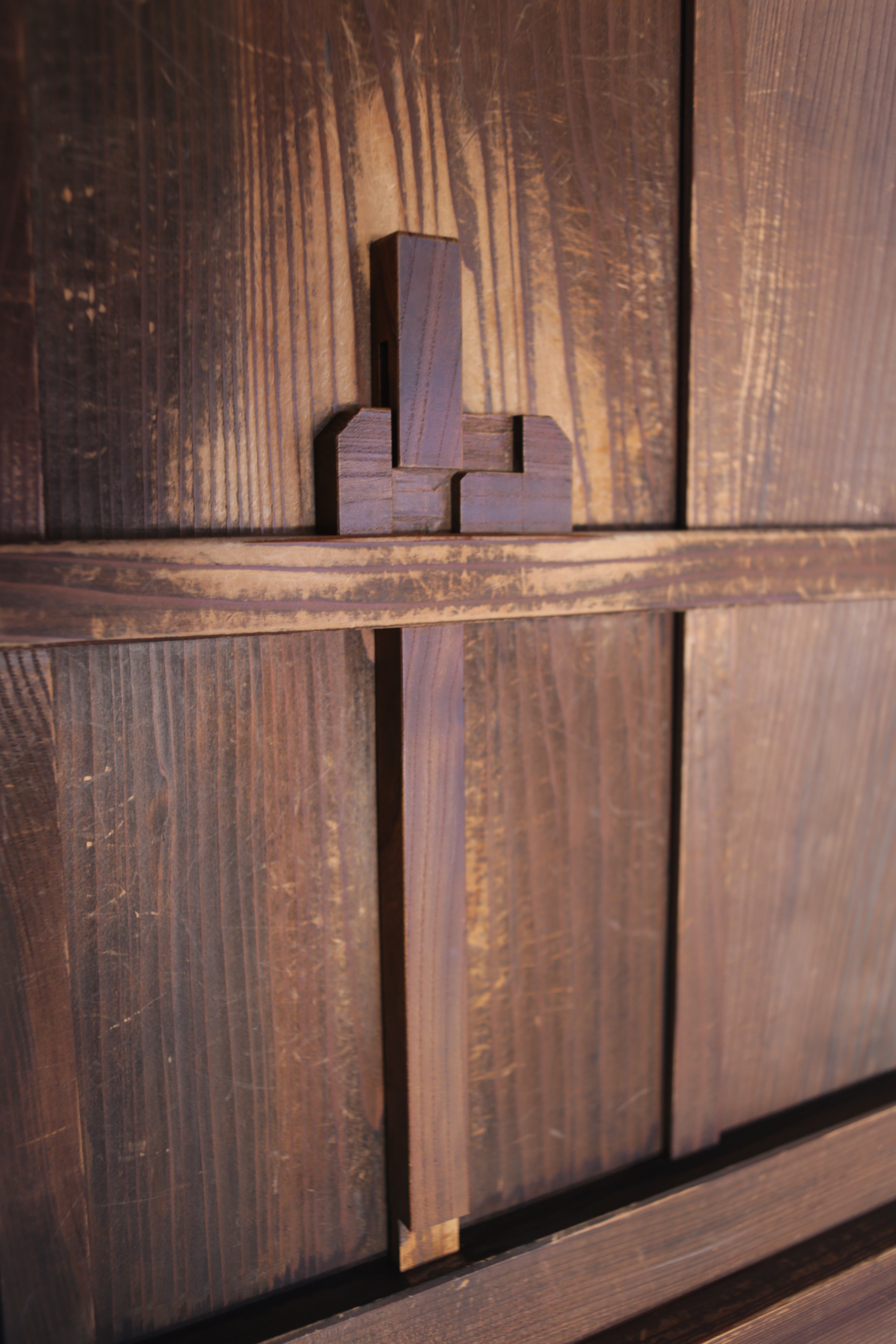
木製雨戸のサル

雨戸は開口部の最も外側に設けられ、敷居と鴨居で移動できるようになっており、必要なときに戸袋から引き出して用いる。戸袋の形式には鏡板で覆われている戸箱形と収納時でも雨戸の本体は露出している戸皿形がある。通常、敷居と鴨居は一筋の溝で（引通し雨戸）、戸袋から一枚ずつ繰り出して用いる。ただし、歴史的には2筋以上の溝を使って引違いにしたもの、戸の一部をガラスにしたもの、上部に障子紙を張ったものなどもある。
戸締まりには猿（サル）と呼ばれる部品を用い、雨戸の最後の1枚に取り付けられた落し錠（落し猿）や上錠（上げ猿）によって固定する形式などがある。